# ベフルーズ・セプト・ラスール
ベフルーズ・セプト・ラスール（ペルシア語: بهروز سبط رسول、1970年7月7日生まれ）は、イランの独立系映画監督、脚本家、編集者、写真家、音楽家、小説家である。

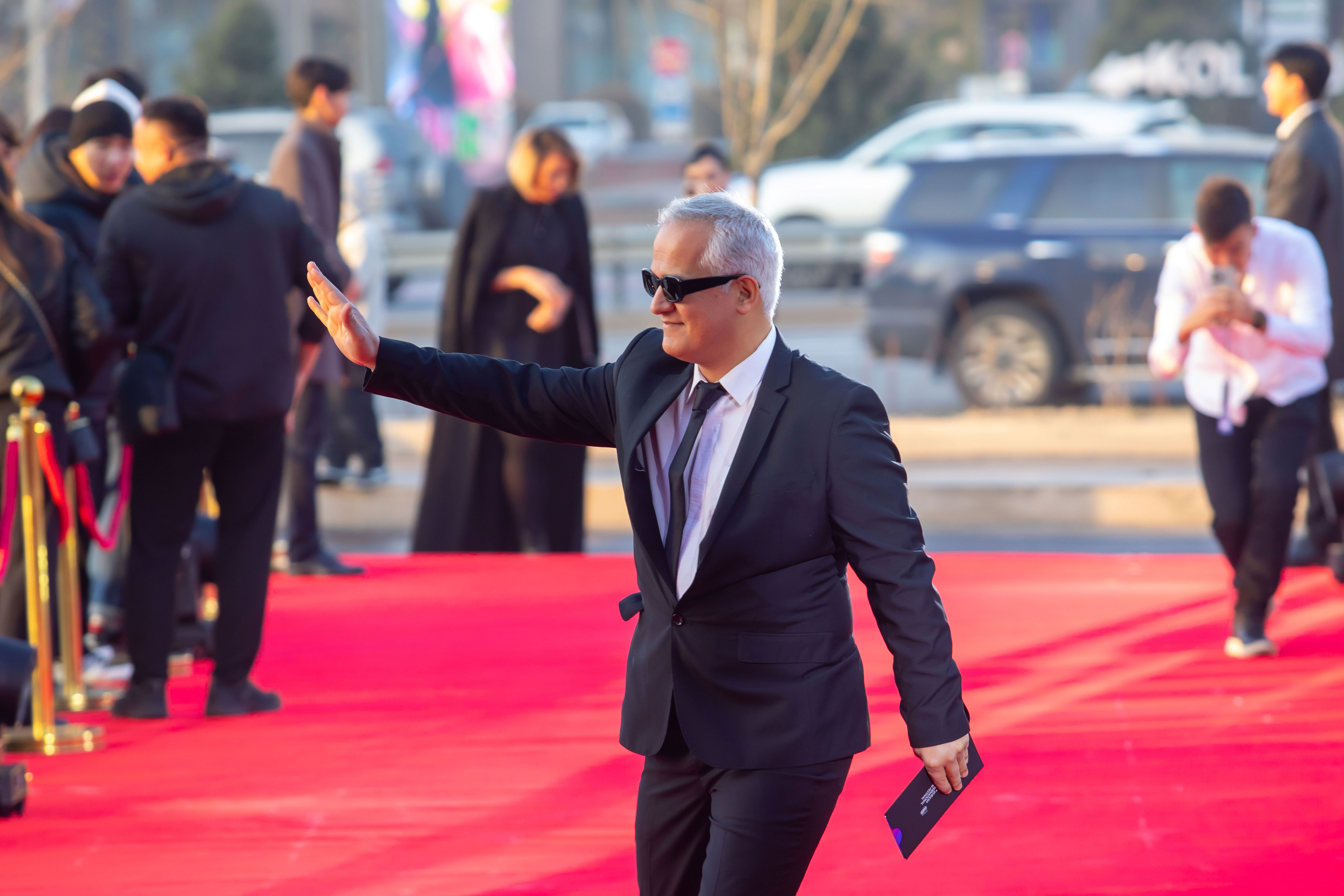
ベフルーズ・セプト・ラスール、2023年

## 経歴
1970年にテヘランで生まれ、ハラーズミ大学で産業工学を学んだが、映画への情熱を持ち続けた。
2013年に制作会社Nama Filmを設立し、多くのドキュメンタリー作品、野生動物ドキュメンタリー、自然に関する28本のエピソードを制作した。これらは国際的に高く評価されている。代表作『Melody』は2025年のアカデミー賞国際長編映画賞のタジキスタン代表作品として出品された。

## フィルモグラフィー
- 2012年：The Singer In Love（ドキュメンタリー、30分）
- 2014年：The Flight Melody（フィクション、45分）
- 2015年：Identity（フィクション、75分）
- 2016年：The hidden way（フィクション、45分）
- 2018–2020年：The Most Ancient Land（ドキュメンタリー、1200分）
- 2020年：No Rain Without Bear（ドキュメンタリー）
- 2021年：Before Eleven（フィクション、90分）
- 2022年：Between Two Homes（ドキュメンタリー、62分）
- 2023年：Melody（フィクション、85分、タジキスタン/イラン）

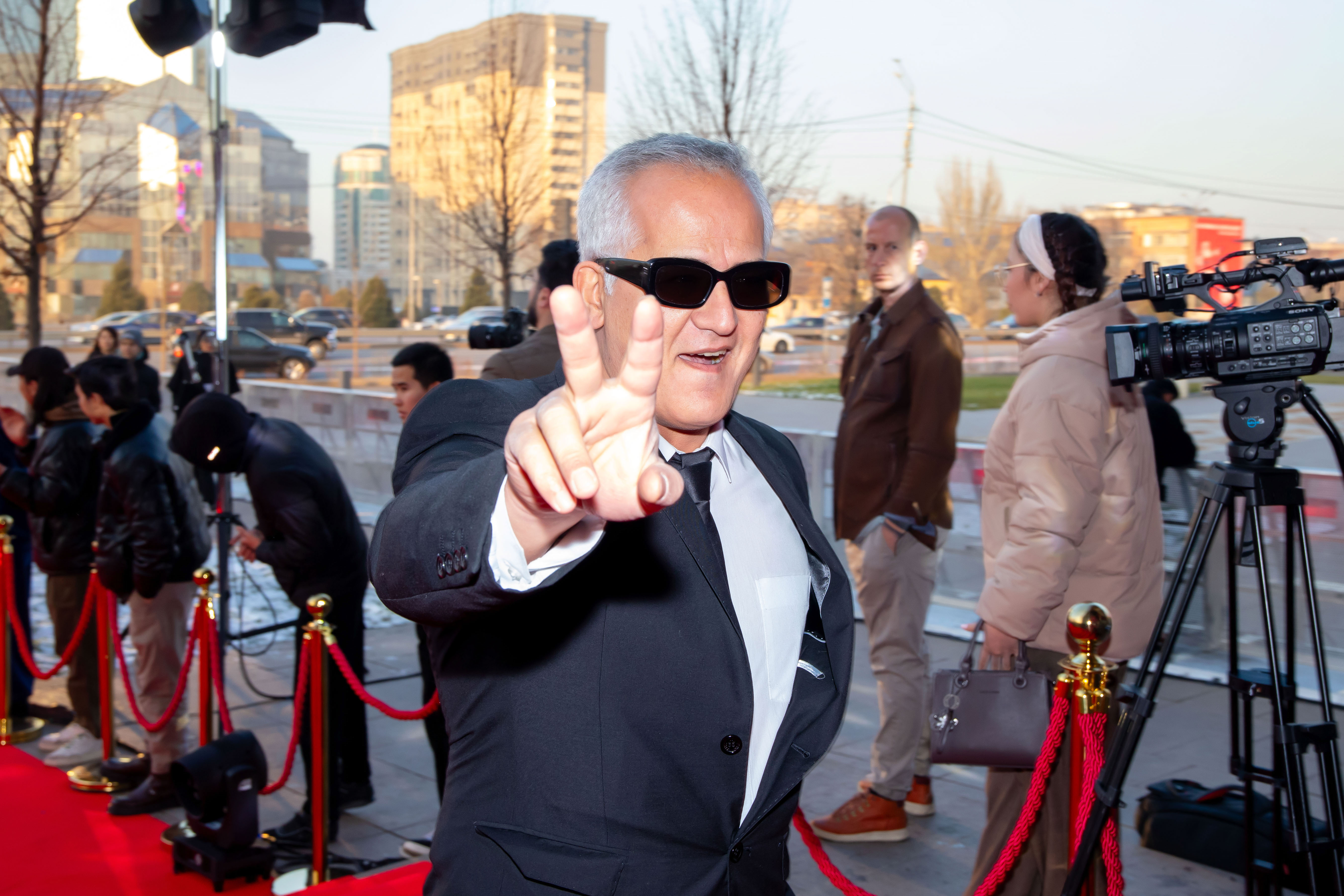
ラスールの制作現場

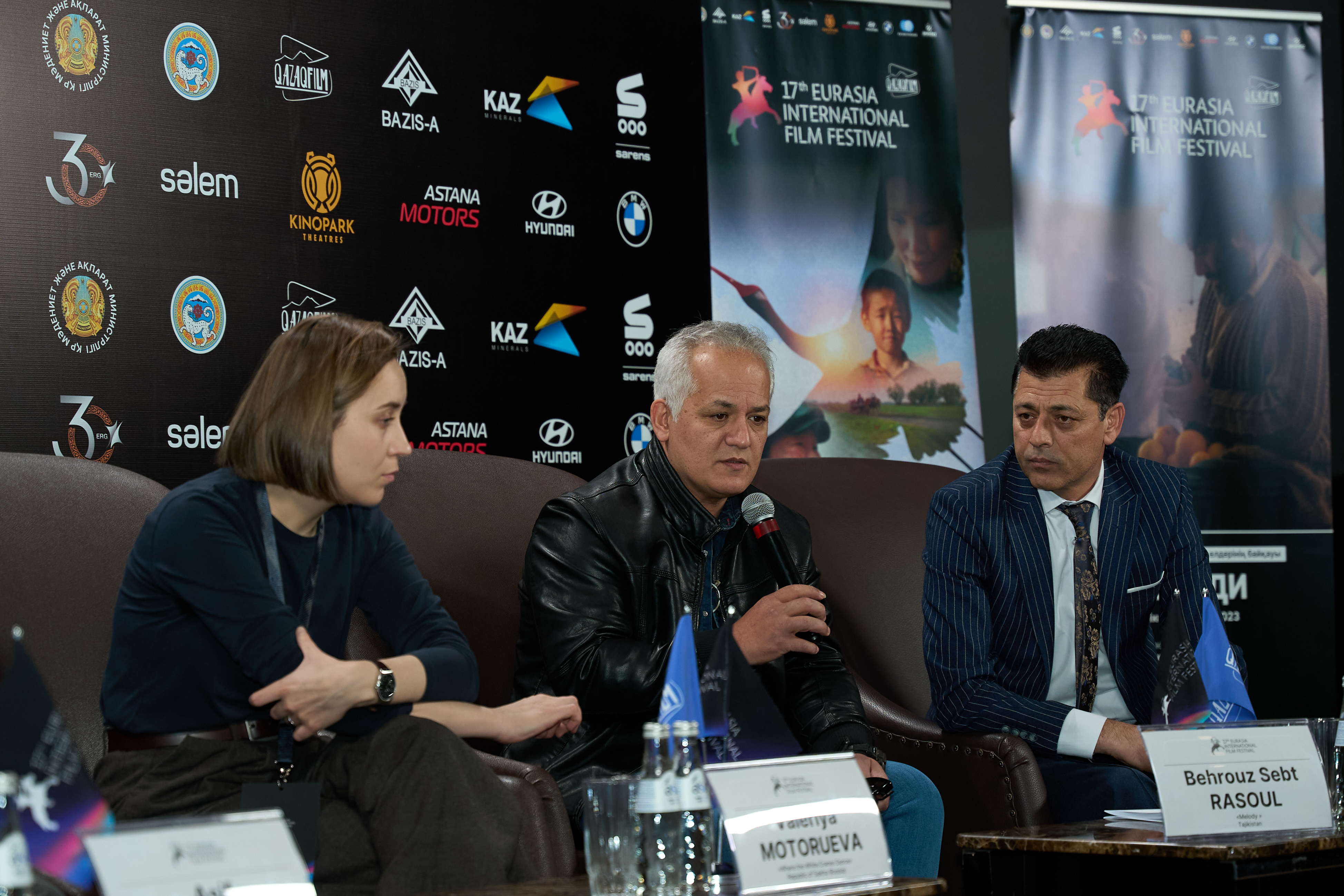
記者会見にて

## 受賞とノミネート（最近のイベント）
| 受賞名                                       | 授賞日               | 対象作品または人物 | 結果                                                              | 出典          |
| -------------------------------------------- | -------------------- | ------------------ | ----------------------------------------------------------------- | ------------- |
| 第97回アカデミー賞（タジキスタン代表）       | 2024年               | Melody             | 出品                                                              | [ 1 ]         |
| 第54回インド国際映画祭（ゴア）               | 2023年11月24日       | Melody             | Cinema of the World部門上映                                       | [ 2 ]         |
| 第21回チェンナイ国際映画祭                   | 2023年12月21日       | Melody             | World Cinema部門上映                                              | [ 3 ]         |
| 第24回ケズウィック映画祭                     | 2024年3月1日         | Melody             | コンペティション部門                                              | [ 4 ]         |
| 第42回ファジル国際映画祭                     | 2024年2月3日         | Melody             | コンペティション部門                                              | [ 5 ]         |
| 第23回イマジンインディア映画祭（マドリード） | 2024年               | Melody             | 3部門受賞（撮影・美術・音楽） / 2部門ノミネート（主演女優・音響） | [ 6 ]         |
| チューリッヒ・イラン映画祭                   | 2024年9月11日        | Melody             | コンペティション部門                                              | [ 7 ]         |
| 中国・シルクロード映画祭（西安）             | 2024年9月16日        | Melody             | パノラマ部門                                                      | [ 8 ]         |
| 第4回イズミル国際映画＆音楽映画祭            | 2024年10月30日       | Melody             | 最優秀音楽賞                                                      | [ 9 ]         |
| 第11回ドホーク映画祭                         | 2024年12月           | Melody             | コンペティション部門                                              | [ 10 ]        |
| 第17回ユーラシア国際映画祭                   | 2024年11月24日〜30日 | Melody             | コンペティション部門                                              | [ 11 ]        |
| 第6回Rain国際自然映画祭                      | 2024年11月4日〜5日   | Melody             | コンペティション部門                                              | [ 12 ]        |
| 第23回ダッカ映画祭                           | 2025年1月11日        | Melody             | 主演女優賞（ディマン・ザンディ）受賞                              | [ 13 ]        |
| オーストラリア・シネマテーク                 | 2025年2月19日        | Melody             | 上映                                                              | [ 14 ]        |
| スイス・シネクラブペルサン                   | 2025年3月18日        | Melody             | 上映                                                              | [ 15 ]        |
| カンヌ・シネマ（フランス）での上映           | 2025年9月            | Melody             | 特別上映                                                          | [ 16 ] [ 17 ] |

## 今後の上映
2025年9月、ベフルーズ・セブト・ラスール監督の映画『Melody』（2023年）は、フランスのカンヌ市が主催する文化イベント **「カンヌ・シネマの木曜日 ― イラン映画特集（Les Jeudis de Cannes Cinéma – Zoom sur le cinéma iranien）」** の一環として上映される予定である。このイベントは **Saison Cannes Cinéma 2025–2026** プログラムの一部である。